# Август, Филипп Олегович
Филипп Олегович Август (фамилия при рождении — Митяев, род. 5 июня 1984 года, Челябинск, Россия) — российский музыкант, гитарист, композитор и автор песен, сын Олега Митяева.

## Биография

### Детство
Филипп Митяев родился в Челябинске в 1984 году. В возрасте 7 лет вместе с семьей переехал жить в Москву. После окончания школы поступил в Институт ВТУ им. М. С. Щепкина, но бросил учёбу после второго курса. С 2004 по 2006 годы проходил службу в мотострелковых войсках под Курском. Профессионально занимался боевым фехтованием.
Первые песни начал писать в возрасте 14 лет, пробовал себя в игре на шотландской волынке.

Впервые появился на сцене в 2008 году.
«Помню, она была написана в седьмом или восьмом классе и называлась то ли „Пилигримы-Крестоносцы“, то ли „Крестоносцы-Пилигримы“. Подробности сюжета я, если честно, уже не вспомню. С точки зрения жанра — это был фолк, я уже тогда видел себя играющим на волынке. Но, к сожалению, как я себя видел играющим на волынке, так я себя им и вижу. Дальше этого пока не пошло.» — Филипп Август
Во время поиска творческого псевдонима Филипп Август читал историю Крестовых походов, где и наткнулся на биографию Короля Франции Филиппа II Августа. "Отец был недоволен, что я сменил фамилию. Но я считаю, что, услышав фамилию «Митяев», человек готовит себя к совершенно иной музыке, нежели песни «Стимфонии».

### DетиГёте
Группа DетиГёте была основана в 2008 году. В её состав вошли Филипп Август, Юрий Фримен, Илья Кузниченков, Олег Сажнев, Кирилл Андреевич, Фёдор Камшилин и Ярослав Галицкий. Группа играла альтернативную музыку. Коллектив просуществовал 4 года, за которые выпустил единственную пластинку «Тяжелая наследственность», записанную на студии «Полифон», после чего распался. «Песни „Детей Гёте“ не имеют ничего общего с творчеством группы „СтимфониЯ“, но люди их помнят и часто просят исполнить, что я и делаю на своих творческих вечерах. Правда, пою только те песни „Детей“, которые вписываются в концепцию концертной программы» — вспоминал Филипп Август.

### «СтимфониЯ»
Группа «СтимфониЯ», первопроходцы кибер-декаданса, была образована в Москве в 2012 году. В феврале 2013 года стала участником программы «Живые» Семёна Чайки (тогда ещё на радио «Маяк»), а в мае презентовала свой первый альбом «Непопулярная механика». В мае 2013 года был презентован второй номерной альбом группы — «Герда», а в декабре 2016 года — «АКТ III». За плечами коллектива три официальных видеоклипа на песни «Сигмар» (с Иваном Охлобыстиным в главной роли), «Герда» и «Последнее желание» (с Глебом Самойловым).
В 2013 году журнал Rolling Stone Russia опубликовал интервью с Филиппом Августом, посвящённое творчеству группы «СтимфониЯ».
Песня «Галактика» долгое время находилась в разделе «Под крылом» на сайте группы Вячеслава Бутусова «Ю-Питер», а 12 апреля 2014 года Филипп Август выступил в качестве специального гостя на творческом вечере Вячеслава Бутусова в Театре Эстрады. Летом 2014 года был презентован клип Филиппа Августа «Галактика». В 2015 году состоялись совместные концерты Филиппа Августа с рядом таких исполнителей, как Алексей Поддубный (группа «Джанго»), Константин Бекрев, Глеб Самойлов. Выступление с Глебом Самойловым, впоследствии перешло в создание совместного трека «Последние желание» и одноимённого клипа.
Филипп Август является постоянным участником таких фестивалей, как: «Нашествие», Ильменский фестиваль авторской песни, Грушинский фестиваль, «Кубометры хорошей музыки», «Поехали», «Шокофест», «Спасибо деду за Победу», «Бард-Рок-Природник» и других. В 2016 году, помимо полноценного выступления в составе группы «СтимфониЯ» на фестивале «Нашествие», в шатре «МузТорг» состоялся акустический концерт Филиппа Августа совместно с Евгением Бухариновым..
Летом 2021 года начались работы по созданию первого акустического альбома Филиппа
6 мая 2022 года вышел первый акустический альбом Филиппа Августа, под названием «Теория гитарных струн», при участии Евгения Бухаринова. В альбом вошли 13 треков за разные периоды творческой деятельности, которые часто можно услышать как на сольных концертах, так и в репертуаре группы СтимфониЯ.

## Дискография
Альбомы: 
- «Теория гитарных струн»

DетиГёте
- «Тяжёлая наследственность»

СтимфониЯ
- «Непопулярная механика» (2013)[6]
- «Герда» (2015)[7]
- «АКТ III» (2016)[8]
- «Весёлые истории смутного времени» (2020)[31]

Синглы
- «Последнее желание» ft. Глеб Самойлов (2015)[32]
- «Пятый легион» ft. Олег Митяев (2016)[33]
- «Встретимся вновь» (2016)[34]
- «Сказки» (2016)[35]
- «Времени у нас нет» (2016)[36]
- «Ты НЕ ДЖЕДАЙ» (2017)[37]
- «Ищем Бога» (2018)[38]
- «Снежная Королева» (2018)[39]
- «Тайна» (2018)[40]
- «Инквизитор» (2019)[41]
- «Ванильная хрень» (2020)[42]
- «День космонавтики» (2020)[43]
- «#кровьлюбовь» (2020)[44]
- «Уроборос» (2024)

На альбомах других исполнителей
- «Пассажир летящей пули» — альбом «Митяевские песни, часть 3» (2011)[45]
- «Иди и смотри: II. Голод» — альбом «Сверхъестественное» группы Чёрный кузнец (2017)[46]

## Видео
- Безупречное лето (2012)[47]
- Галактика (2014)[15]
- Герда (2014)[10]
- Сигмар (при участии Ивана Охлобыстина) (2014)[9]
- Сердце (2014)
- Последнее желание (совместно с Глебом Самойловым) (2015)[11]
- Упыри (2015)

## Отзывы
«В его музыке, несмотря на жесткость, есть запоминающаяся мелодика, которую при желании можно просвистеть. А это и есть показатель Большого мастерства!» — Евгений Маргулис. 
«Мне нравится напористый вокал Филиппа, в котором вполне уживаются лирический и романтический настрой.» — Вячеслав Бутусов.